# Rebound (Basketball)
Als Rebound bezeichnet man den noch unkontrollierten Ball nach einem misslungenen Korbwurfversuch beim Basketball, meistens nach dem Abprallen vom Brett oder Ring. Rebounding bedeutet, diesen Ball zu fangen.
Zu Rebounds gezählt werden aber auch Airballs, geblockte Würfe und Sprungbälle, die aus einem unentschiedenen Kampf um einen Rebound resultieren.
Man unterscheidet grundsätzlich zwischen dem offensiven und dem defensiven Rebound:
- als ein offensiver Rebound wird bezeichnet, wenn ein Spieler der sich im Angriff befindenden Mannschaft den Ball nach einem eigenen Korbwurf oder nach dem Korbwurf eines Mitspielers sichert (die angreifende Mannschaft verbleibt im Ballbesitz)
- ein defensiver Rebound wird der verteidigenden Mannschaft zugeschrieben (der Ballbesitz wechselt)

Einen Vorteil haben die Spieler der verteidigenden Mannschaft meist dadurch, dass sie oft näher zum abprallenden Ball stehen als Spieler der angreifenden Mannschaft. Ein Nachteil für die Verteidigungsspieler ergibt sich durch die Stellung mit dem Rücken zum Korb, sodass zur Sicherung des vom Ring oder Brett abprallenden Balles zum richtigen Zeitpunkt eine Körperdrehung erfolgen muss, um rechtzeitig die Flugbahn des Balles einzuschätzen und den Spieler der angreifenden Mannschaft auszusperren. Der Rebound wird demjenigen Spieler zugesprochen, der zuerst Kontrolle über den Ball hat. Das kann auch bedeuten, dass der Ball kontrolliert zu einem besser postierten Mitspieler getippt wird. Fehlwürfe, die ins Aus gehen, bevor ein Spieler Ballkontrolle erlangt, werden als sogenannte Teamrebounds verbucht.
In den Statistiken werden die Rebounds pro Spieler angegeben, damit man einen Überblick hat, wie viele Rebounds er im Durchschnitt holt.
rpg
rebounds per game (gebräuchliche Abkürzung im Basketball)
rps
Rebound pro Spiel (Abkürzung im deutschsprachigen Raum)
Um ein erfolgreicher Rebounder zu sein, sind ein gutes Sprungvermögen und körperliche Größe von Vorteil. Zudem sind gutes Stellungsspiel und Koordination gefragt, um den genauen Zeitpunkt bei der Senkung des Balles zu berücksichtigen und somit schnell reagieren zu können. Durchsetzungskraft und genügend Gewicht sollten ebenfalls nicht fehlen. Ein starker Rebounder erleichtert die Verteidigungsarbeit und entlastet die Offensive, gerade wenn man nicht so gute Schützen in der Mannschaft hat.
Einer der bekanntesten Rebound-Spezialisten ist Dennis Rodman. Den NBA-Rekord für die meisten Rebounds in einem Spiel hält allerdings Wilt Chamberlain. Er holte am 24. November 1960 55 Rebounds. Er hält auch den Rekord für die meisten von einem Spieler in der NBA erzielten Rebounds mit 23 924. Der erfolgreichste noch aktive Spieler in Sachen Rebounds ist LeBron James mit 11 489. (Stand: 26. Jänner 2025)